# Tarnon
Tarnon – rzeka we Francji, płynąca w całości na terenie departamentu Lozère. Ma długość 38,9 km. Stanowi lewy dopływ Tarn. 

## Geografia
Tarnon ma źródła na wysokości 1081 m n.p.m. na stokach masywu Mont Aigoual, w gminie Bassurels, na terenie Parku Narodowego Sewennów. Rzeka generalnie płynie w kierunku północnym. Uchodzi do Tarnu w miejscowości Florac. Przeciętny spadek koryta rzeki wynosi 1,42%. 
Tarnon płynie na terenie jednego departamentu (Lozère), w tym 5 gmin: Bassurels, Cans et Cévennes, Florac Trois Rivières, Rousses oraz Vebron. 

## Hydrologia
Uśredniony roczny przepływ rzeki Tarnon wynosi 3,63 m³/s. Pomiary były przeprowadzone na przestrzeni ostatnich 48 lat w miejscowości Florac. Największy przepływ notowany jest w styczniu (5,85 m³/s), a najmniejszy w sierpniu – 0,297 m³/s. 

## Dopływy
Tarnon ma 29 nazwanych dopływów. Są to:
| - Valat de Sestrière - Valat du Pouset - Valat de Bonnaygue - Valat de la Veillouse - Valat de la Fare - Valat du Tarnon - Ruisseau de Brion - Valat Gué - Ruisseau de Comblongue - Massevaques | - Valat de Rieumal - Valat de Dondigné - Ruisseau de Courby - Valat des Avignaires - Valat de la Boutine - Valat de Baumale - Ruisseau de Fraissinet - Riou Cabala - Valat de Broussous - Ravin du Bègue | - Valat de Pont Perdu - Valat de la Clapisse - Ruisseau de Pommaret - Ruisseau des Pèses - Vallat de la Cornillade - Ruisseau du Rouve - Ravin de Fonguirou - Valat de la Source - Mimente |